# Hoge Raad van Adel
De Hoge Raad van Adel is het adviesorgaan van de Nederlandse regering voor adelszaken en overheidsheraldiek.  De bevoegdheden en samenstelling van de Raad zijn geregeld in de Wet op de adeldom van 1994.

## Taken
De Hoge Raad van Adel houdt zich bezig met:
- de registratie van de Nederlandse adel van het Koninkrijk der Nederlanden in het wapenregister van de Nederlandse adel en het filiatieregister;
- de samenstelling en de wijziging van de wapens van provincies, gemeenten, waterschappen en andere publiekrechtelijke lichamen of instellingen (tot 1919 behoorden ook de wapens van privaatrechtelijke instellingen zoals kerken tot het terrein van de Raad);
- advisering over de wapens en de vlaggen van het Koninkrijk en de standaarden van de leden van het koninklijk huis – de wapens en vlaggen worden bij koninklijk besluit vastgesteld;
- het bijhouden van een vlaggenregister waarin de vlaggen van provincies, waterschappen en gemeenten zijn geregistreerd en beschreven.

### Vast college van advies
Als vast college van advies ingevolge art. 6 van de Wet op de Adeldom adviseert de Raad:
- de minister van Defensie over ontwerpen van emblemen en medailles van de krijgsmachtonderdelen;
- de minister van Algemene Zaken betreffende naamgeving, titulatuur en wapenverlening van leden van het koninklijk huis, het Rijkswapen en de Nederlandse vlag;
- de minister van Binnenlandse Zaken en Koninkrijksrelaties omtrent adelszaken en de samenstelling en wijziging van de wapens van publiekrechtelijke lichamen;
- de minister van Justitie over verzoeken tot naamswijziging, waarbij de namen van adellijke geslachten of van heerlijkheden betrokken zijn.

## Samenstelling van de raad
De voorzitter en de leden van de Hoge Raad van Adel worden door de Kroon benoemd. 
Als eerste voorzitter van de Raad werd in 1814 Willem Anne baron van Spaen la Lecq (1750-1817) benoemd, tot eerste secretaris jhr. mr. Jacob van der Lely van Oudewater (1769–1825).
De huidige voorzitter is jhr. mr. Pieter de Savornin Lohman (sinds 2015). Secretaris is sinds 1 september 2024 mr. Ruben Ritsema.

## Geschiedenis
De Raad is ingesteld bij Souverein Besluit van 24 juni 1814 als college onder de titel Hoge Raad van Adel, destijds om de Koning van advies te voorzien waar het adelszaken betrof. In de grondwet van 1814, goedgekeurd op 29 maart 1814, was in art. 42 een doelbewust adelsbeleid opgenomen. De eerste zin luidde: De Souvereine Vorst verheft in den adelstand. Op 4 mei 1814 benoemde de vorst een commissie onder voorzitterschap van de prinsgezinde Willem Anne van Spaen la Lecq die een adviserende instantie moest creëren die het adelsbeleid uit diende te voeren en adeldom op waarde wist te schatten. Van Spaen werd benoemd tot eerste voorzitter van de Raad.
In 1820 werd de Raad van de rijksbegroting verwijderd. Bijgevolg moest de Raad in eigen onderhoud voorzien. Daar de adelstand in zijn bloeitijd zat, was dit door het grote aantal adeldiploma's dat verstrekt werd voor de Raad geen probleem. 
Bij de Grondwetsherziening van 1848 verschoof de rol van de Hoge Raad van Adel van adviseur van de Koning naar adviseur van de Kroon. Er kwam een einde aan de standenmaatschappij en adelstand werd in de Grondwet adeldom. Dit was een ingrijpende verandering voor het moderne instituut Nederlandse adel en ook voor de Raad. Het van 1814 tot 1848 goed betaalde adviescollege van de koning, de Hoge Raad van Adel, werd ontbonden.
De samenstelling en bevoegdheden van de Hoge Raad van Adel zijn voor het laatst vastgelegd in de Wet op de adeldom van 10 mei 1994 (Staatsblad 360). Tussen 1814 en 1819 en van 1844 tot 1852 was het een Hoog College van Staat.